# Obtest
Obtest – litewski zespół folk/blackmetalowy, założony w 1992 roku w Wilnie. Ich utwory mają teksty w języku litewskim, z wyjątkiem kilku wersji demo śpiewanych po angielsku. Tematyka tekstów nawiązuje do mitologii bałtyckiej. Zespół sam określa wykonywaną przez siebie muzykę jako „heathen war heavy metal”.

## Obecny skład zespołu
- Sadlave – gitara (także Notanga, Faranai, Agyria, Trolis & The Giberlingers)
- Baalberith – wokal
- Demonas – gitara basowa (także Burying Place)
- Ryszard „Insmuth” Konecki – perkusja[2]
- Enrikas Slavinskis – gitara (także Soul Stealer, Loosers, Crossroad, Degradatonia)

## Dyskografia

### Albumy
- Tūkstantmetis (FLP, 1997)
- 9 9 7 (EP, 1998)
- Prisiek (EP, 2001)
- Auka Seniems Dievams (LP, 2001)
- Dvylika JuodVarnių (EP, 2003)
- Iš Kartos Į Kartą (LP, 2005)
- Prieš Audrą (EP, 2006)
- Gyvybės medis (LP, 2008)

### Dema
- Oldness coming (1995)
- Prieš Audrą (1995)

### Inne
- Live At Poltergeist (VHS video, 1995)
- Tėvynei (Video CD, 2004)